# Bloke
Bloke est une commune située dans la région de la Carniole-Intérieure au sud de la Slovénie.

## Géographie
Située au sud de la région de la Carniole-Intérieure non loin de la frontière croate, la commune est à environ 25 km à l'est de la ville de Postojna. La région montagneuse fait partie de la partie septentrionale des Alpes dinariques.

## Villages
Les villages et les hameaux de la commune sont Andrejčje, Benete, Bočkovo, Fara, Glina, Godičevo, Gradiško, Hiteno, Hribarjevo, Hudi Vrh, Jeršanovo, Kramplje, Lahovo, Lepi Vrh, Lovranovo, Malni, Metulje, Mramorovo pri Lužarjih, Mramorovo pri Pajkovem, Nemška vas na Blokah, Nova vas, Ograda, Polšeče, Radlek, Ravne na Blokah, Ravnik, Rožanče, Runarsko, Sleme, Strmca, Studenec na Blokah, Studeno na Blokah, Sveta Trojica, Sveti Duh, Škrabče, Škufče, Štorovo, Topol, Ulaka, Velike Bloke, Veliki Vrh, Volčje, Zakraj, Zales, Zavrh

## Démographie
La population de la commune est restée assez stable entre 1999 et 2021 avec environ 1 600 habitants.
Évolution démographique
| 1999  | 2000  | 2001  | 2002  | 2003  | 2004  | 2005  | 2006  | 2007  |
| ----- | ----- | ----- | ----- | ----- | ----- | ----- | ----- | ----- |
| 1 563 | 1 558 | 1 584 | 1 604 | 1 621 | 1 629 | 1 631 | 1 653 | 1 658 |
| 2008  | 2009  | 2010  | 2011  | 2012  | 2013  | 2014  | 2015  | 2016  |
| 1 643 | 1 577 | 1 568 | 1 576 | 1 585 | 1 584 | 1 569 | 1 545 | 1 538 |
| 2017  | 2018  | 2019  | 2020  | 2021  |       |       |       |       |
| 1 522 | 1 532 | 1 555 | 1 564 | 1 616 |       |       |       |       |